# Il campo da corsa
Il campo da corsa (Le champ de courses. Jockeys amateurs près d'une voiture) è un dipinto a olio su tela di Edgar Degas, di 66x81 cm, conservato nel Musée d'Orsay di Parigi, eseguito tra il 1874 ed il 1887. Il quadro è firmato in basso a destra con la dicitura “Degas”.
Il quadro fu commissionato all'artista dal baritono dell'Opéra di Parigi Jean-Baptiste Faure, collezionista d'arte ed amico di diversi pittori dell'epoca, il quale però dovrà attendere tredici anni prima di poter appendere il quadro in casa. Degas dipinge uno dei suoi soggetti preferiti, le corse, un mondo familiare e tipico dell'ambiente borghese, proprio dell'artista.
La radiografia dell'opera rivela che essa fu lavorata in diverse tappe, con diversi ripensamenti. All'inizio infatti i soggetti erano centrali e la carrozza non esisteva. Il quadro finale mostra un cavallo a sinistra, ed alle sue spalle un treno in corsa, sormontato da uno sbuffo di fumo, che corre parallelo al cavallo; e gli altri soggetti a destra, ossia la carrozza ed altri personaggi, rappresentati solo in parte, dando l'impressione che la tela continui oltre il margine destro.